# وصف خلیج فارس در نقشه‌های تاریخی
وصف خلیج فارس در نقشه‌های تاریخی عنوان کتابی است که در سال ۱۳۸۶ توسط معاونت پژوهشی بنیاد ایران‌شناسی به رشته تحریر درآمد.
اطلس «وصف خلیج فارس در نقشه‌های تاریخی، با چاپ ۴۰ نقشه از جغرافی نویسان ایرانی و عربی و ۱۲۰ نقشه اروپایی توسط گروه نویسندگان(محمدحسن گنجی، دکتر محمد باقر وثوقی، جواد صفی‌نژاد، فاطمه فریدی و امیر هوشنگ انوری
تدوین و از سوی بنیادایران‌شناسی تحت نظارت دکترحسن حبیبی منتشر شده است. این کتاب با استقبال جامعه علمی ایران مواجه شد و در دومین جشنواره فارابی کتاب برگزیده حوزه تاریخ و جغرافیا شد، و ظرف چند ماه تمام هزار نسخه تیراژ آن به فروش رفت و هم‌اکنون که هنوز به چاپ دوم نرسیده نایاب است. چهار سال بعد بنیاد ایران‌شناسی کتاب مشابهی با نام «وصف ایران و مناطق آن در برخی نقشه‌های دوره اسلامی» توسط امیر هوشنگ انوری به چاپ رساند.
کتاب «وصف خلیج فارس . . .» دارای مقدمه‌ای به قلم حسن حبیبی و سه گفتاراصلی است:
- در بخش نخست، مکتب‌های مختلف نقشه‌نگاری حوزه اسلامی و اروپایی در یک دسته‌بندی منسجم ارائه شده است. نقشه‌های تاریخی اروپایی از ۱۴۷۷ میلادی / ۸۸۲ قمری هم‌زمان با افول فن نقشه‌کشی نزد جغرافی‌دانان مسلمان شروع می‌شوند و تا ۱۹۱۰ که شیوة نقشه‌کشی نو، آغاز می‌شود، پایان می‌یابند. بدین‌ترتیب از تمام مکتبهای نقشه‌نگاری: بطلمیوسی، اسلامی و اروپایی، بهترین نمونة نقشه‌ها انتخاب شده‌اند.
- در بخش دوم، نقشه‌های حوزه‌های اسلامی- اروپایی با توصیف دقیق حوزة جغرافیایی خلیج‌فارس در هر نقشه آمده است، که شامل ویژگی‌های ذیل است:

1. درج نام نقشه‌نگار، سال نگارش نقشه و محل چاپ آن.
2. نام خلیج‌فارس و کرانه‌های شمالی و جنوبی آن به منظور بیان دقت نقشه‌نگار در تک‌تک مکان‌ها مشخص شده است.

از نسخه‌های خطی موجود در مراکز اسناد و کتابخانه‌های دولتی، خصوصی و منابع دست اول در حد امکان بهره گرفته شده است.
- در این مجموعه تلاش شده است تا اشتباهات و کمبودها را برطرف و شناسنامه‌ای صحیح از نام طراح، سال ترسیم نقشه، منبع و مآخذ هر یک ارائه شود.[۱]